# Coptodon tholloni
Coptodon tholloni (Syn.: Tilapia tholloni) ist eine Fischart aus der Familie der Buntbarsche (Cichlidae) die in Gabun und der Republik Kongo in den Flüssen Ogooué, Kouilou und Chiloango, sowie im unteren Kongo und im Malebo Pool vorkommt.

## Merkmale
Coptodon tholloni kann eine Länge von 22 bis 30 cm erreichen, der Kopf nimmt 32,3 bis 35 % der Standardlänge ein. Der Körper ist oval, das Stirnprofil kann leicht eingebuchtet sein. Die Augen sind relativ groß. Das Maul ist groß. Die Kiefer sind mit zwei bis vier Zahnreihen besetzt. Die Zähne der äußeren Reihe sind schmal und zweispitzig. Auf dem unteren Ast des ersten Kiemenbogens befinden sich 9 bis 10 Kiemenrechen. Die untere Pharyngealia hat vorne spitze, gebogene und gerade, dreispitzige Zähne hinten. Ihr ventraler Kiel ist kürzer als der bezahnte Bereich.
Die Fische haben einen dunkelbraunen Rücken, grünliche bis gelblichweiße Körperseiten und einen weißlichen Bauch. Die Schuppen an den Körperseiten haben an ihrer Basis einen schwarzen Fleck. Sieben senkrechte, oben Y-förmig gegabelte und unten schmaler werdende Querbinden werden von einem horizontal liegenden Streifen gekreuzt. An den Überschneidungspunkten bilden sie eine Reihe größerer Flecken. Kehle, Brust und Bauch der Jungfische sind weißlich und werden mit Erreichen der Geschlechtsreife rötlich. Die Brustflossen sind transparent, die Bauchflossen haben eine schwarze Vorderkante. Die Afterflosse ist sehr dunkel bis schwärzlich, manchmal mit einem rötlichen Schimmer. Die Rückenflosse ist grau, mit einem Tilapiafleck und einigen hellen Flecken. Die Schwanzflosse ist dunkel mit zahlreichen Flecken am Hinterrand.
- Flossenformel: Dorsale XV–XVI/9–11, Anale III/7–9.
- Schuppenformel: SL 27–29.[3]

## Lebensweise
Coptodon tholloni ernährt sich wahrscheinlich weniger vegetarisch als andere Coptodon-Arten. Wie alle Coptodon-Arten ist Coptodon tholloni ein Substratbrüter. Gelaicht wird in Höhlen, auf flachen Steinen oder in Gruben im Sand.